# Tazza: The High Rollers
Tazza: The High Rollers (타짜, "Tajja") és una pel·lícula de ficció criminal de Corea del Sud de 2006 dirigida per Choi Dong-hoon i basat en Huh Young-man i el manhwa del mateix nom de Kim Se-yeong. Produïda per Sidus FNH i distribuïda per CJ Entertainment, la història gira al voltant d'un grup de jocs d'atzar implicats en el joc de cartes coreà Hwatu (화투|花鬪 La guerra de les flors). Va ser un gran èxit comercial i de crítica, convertint-se en una de les pel·lícules més taquilleres de Corea del Sud i guanyant nombrosos premis. Va ser la segona pel·lícula més venuda del 2006 a Corea del Sud, amb 6.847.777 entrades a tot el país.

## Argument
El 1994, Goni (nom original Kim Gon), un recent graduat universitari, ha perdut tots els seus estalvis i diners robats a la seva família (la seva germana gran), després de ser estafat per jugadors professionals (Park Moo Sik i Kwak Cheol Yong). Per tal de recuperar els diners, de 1994 a 1995, Goni comença a entrenar en l'art de l'engany sota la direcció d'un dels millors jugadors del país, el Sr. Pyeong. És un dels tres millors jugadors juntament amb Agui de la província de Jeolla i JJakgwi (de la província de Gyeongsang). Es fa conegut, deambulant per diferents llocs de jocs d'arreu del país amb Pyeong. La senyora Jeong, que dirigeix una operació il·legal de jocs d'atzar i fa el paper d'arquitecte d'establir la trama en els seus esquemes de frau de jocs d'atzar, comença a mostrar interès per Goni. Per algunes diferències filosòfiques en l'art de les apostes, Goni deixa Pyeong i comença a treballar per a Jeong, amb qui també té una cita amorosa. Pyeong, preocupat, intenta desanimar Goni perquè abandoni l'escena dels jocs d'atzar tallant-li el dit, però mentre en Goni intenta tallar-se els dits, accidentalment es troba amb Agui, que se sap que mata els seus oponents després d'una partida de joc amb ell. Mentre es trobava en les seves operacions habituals de joc, Goni rep una trucada que li diu que el senyor Pyeong va ser trobat mort amb el canell tallat (inicialment implicava que era el resultat de perdre el partit contra l'Agui, ja que Agui assassina el seu oponent). Goni, enfadat i amb set de venjança, es prepara per tenir una bona partida amb l'Agui per vèncer-lo. Mentre estava fent un altre joc d'atzar que porta a la detenció de la senyora Jeong, es troba amb un altre jugador Ko Gwang Ryol, que s'uneix a l'equip que ajudaria a la partida d'en Goni amb l'Agui. En Goni coneix a JJakgwi de qui aprèn l'art de mentir. Goni també desenvolupa una relació amb Hwa ran, i lliura diners a la seva família. Abans de conèixer a l'Agui, intenta vèncer en Kwak Cheol-yong fent el seu propi joc, més tard és atrapat, però Goni rebutja el risc assassinant l'esquadró de Kwak Cheol-yong en un accident de cotxe improvisat. Mentrestant, Raccoon descobreix que la senyora Jeong és la veritable assassina del senyor Pyeong, que va ordenar al seu guardaespatlles que matés per ella. Ko Gwang Ryeol coincideix amb Agui i es fa mal. En Goni finalment aconsegueix una partida amb l'Agui, amb la senyora Jeong ajudant en Goni, i fa que l'Agui perdi l'aposta. No obstant això, a mesura que avança el joc, es revela que en Goni sospitava que la senyora Jeong feia que l'Agui i la senyora Jeong perdessin totes les coses que tenen. Després d'una baralla al tren, la Goni desapareix misteriosament. Goni amaga la seva vida anterior i acaba amb la participació en qualsevol forma de joc.

## Repartiment
- Cho Seung-woo com a Kim Goni
- Kim Hye-soo com a senyora Jeong
- Yoo Hae-jin com a Ko Gwang-ryeol
- Baek Yoon-sik com el Sr. Pyeong
- Kim Yoon-seok com a Agui
- Kim Eung-soo com a Kwak Cheol-yong
- Kim Sang-ho com a Park Moo-seok
- Lee Soo-kyung com a Hwa-ran
- Park Soo-young com l'oncle de Go Ni
- Kim Jung-nan com a Se-ran
- Jo Sang-geon com a Raccoon (detectiu)
- Huh Young-man (cameo)

## Mitjans domèstics
5 Points Pictures va donar a la pel·lícula un llançament en DVD de dos discos a Amèrica del Nord el 18 de setembre de 2012. La pel·lícula està subtitulada i inclou gairebé 3 hores de bonificació, inclosa la realització de la pel·lícula, una comparació entre la pel·lícula i la seva font manhwa i trucs de joc explicats per un antic jugador professional.

## Taquilla
Tazza: The High Rollers va ser un gran èxit de crítica, convertint-se en una de les pel·lícules més taquilleras de Corea del Sud. Va ser la segona pel·lícula més venuda del 2006 a Corea del Sud, amb 6.847.777 entrades a tot el país.

## Recepció crítica
En una ressenya per al San Francisco Chronicle, G. Allen Johnson va descriure Tazza: The High Rollers com un "to de diversió, una història totalment irresistible de jocs d'atzar, cobdícia, amor i violència". Amb actors magnífics, roba de disseny i acció emocionant". Matt Zoller Seitz de The New York Times la va anomenar una "pel·lícula fantàstica sobre l'energia sensual i l'optimisme temerari de la joventut" i va comparar la química entre Goni i Madam Jeong amb la dels personatges de les primeres pel·lícules de Jean-Luc Godard.
Variety va escriure que la llarga durada de la pel·lícula gairebé no es nota, ja que "les escenes de jocs d'atzar, que en el veritable estil coreà sovint acaben en ruïnes i caigudes, es filmen sense descans en primer pla a mà, mentre que els interludis que no són jocs d'atzar, enfocats de manera més convencional en una pantalla panoràmica atractiva, tenen un sabor noir, amb personatges jugant sense parar els uns amb els altres". Van assenyalar que, tot i que el guió complicat "sona tortuós al paper" i és difícil d'entendre el principi perquè s'explica principalment en flashbacks, Tazza lliga tots els seus extrems solts al final. La revista també va elogiar les actuacions de Kim Hye-soo i Baek Yoon-sik.

## Seqüeles
Una seqüela, titulada Tazza: The Hidden Card, va ser dirigida per Kang Hyeong-cheol i protagonitzada per Choi Seung-hyun, Shin Se-kyung, Kwak Do-won i Lee Hanee, amb Yoo Hae-jin i Kim Yoon-seok repetint els seus papers. Es va començar a rodar el 2 de gener de 2014 i es va estrenar el 3 de setembre de 2014.
Una segona seqüela, Tazza: One Eyed Jack, es va estrenar el 2019. Va ser dirigida per Kwon Oh-kwang i protagonitzada per Park Jung-min i Ryoo Seung-bum.

## Reconeixements
| Any  | Premi                                       | Categoria              | Receptors               | Resultat  |
| ---- | ------------------------------------------- | ---------------------- | ----------------------- | --------- |
| 2006 | 2n Festival de Cinema Universitari de Corea | Millor actor           | Cho Seung-woo           | Guanyador |
| 2006 | 2n Festival de Cinema Universitari de Corea | Millor actriu          | Kim Hye-soo             | Guanyador |
| 2006 | 14ns Chunsa Film Art Awards                 | Millor pel·lícula      | Tazza: The High Rollers | Nominat   |
| 2006 | 14ns Chunsa Film Art Awards                 | Millor director        | Choi Dong-hoon          | Nominat   |
| 2006 | 14ns Chunsa Film Art Awards                 | Millor actor           | Cho Seung-woo           | Nominat   |
| 2006 | 14ns Chunsa Film Art Awards                 | Millor actriu          | Kim Hye-soo             | Guanyador |
| 2006 | 14ns Chunsa Film Art Awards                 | Millor actor secundari | Baek Yoon-sik           | Nominat   |
| 2006 | 14ns Chunsa Film Art Awards                 | Millor actor secundari | Yoo Hae-jin             | Nominat   |
| 2006 | 14ns Chunsa Film Art Awards                 | Best Editing           | Shin Min-kyung          | Guanyador |
| 2006 | 27ns Premis de Cinema Drac Blau             | Millor pel·lícula      | Tazza: The High Rollers | Nominat   |
| 2006 | 27ns Premis de Cinema Drac Blau             | Millor director        | Choi Dong-hoon          | Nominat   |
| 2006 | 27ns Premis de Cinema Drac Blau             | Millor actor           | Cho Seung-woo           | Nominat   |
| 2006 | 27ns Premis de Cinema Drac Blau             | Millor actriu          | Kim Hye-soo             | Guanyador |
| 2006 | 27ns Premis de Cinema Drac Blau             | Millor actor secundari | Kim Yoon-seok           | Nominat   |
| 2006 | 27ns Premis de Cinema Drac Blau             | Millor fotografia      | Choi Young-hwan         | Guanyador |
| 2006 | 27ns Premis de Cinema Drac Blau             | Millor il·luminació    | Kim Sung-kwan           | Nominat   |
| 2006 | 27ns Premis de Cinema Drac Blau             | Premi Tècnic (Edició)  | Shin Min-kyung          | Nominat   |
| 2006 | 27ns Premis de Cinema Drac Blau             | Premi Estrella Popular | Kim Hye-soo             | Guanyador |
| 2007 | 1rs Asian Film Awards                       | Millor actriu          | Kim Hye-soo             | Nominat   |
| 2007 | 43ns Baeksang Arts Awards                   | Gran Premi (Daesang)   | Tazza: The High Rollers | Guanyador |
| 2007 | 43ns Baeksang Arts Awards                   | Millor pel·lícula      | Tazza: The High Rollers | Nominat   |
| 2007 | 43ns Baeksang Arts Awards                   | Millor director        | Choi Dong-hoon          | Guanyador |
| 2007 | 43ns Baeksang Arts Awards                   | Millor actor           | Cho Seung-woo           | Nominat   |
| 2007 | 43ns Baeksang Arts Awards                   | Millor actriu          | Kim Hye-soo             | Nominat   |
| 2007 | 8è Festival de Cinema de Newport Beach      | Millor pel·lícula      | The High Rollers        | Guanyador |
| 2007 | 8è Festival de Cinema de Newport Beach      | Millor director        | Choi Dong-hoon          | Guanyador |
| 2007 | 8è Festival de Cinema de Newport Beach      | Millor actor           | Cho Seung-woo           | Guanyador |
| 2007 | 8è Festival de Cinema de Newport Beach      | Millor actriu          | Kim Hye-soo             | Guanyador |
| 2007 | 44ns Grand Bell Awards                      | Millor director        | Choi Dong-hoon          | Nominat   |
| 2007 | 44ns Grand Bell Awards                      | Millor actriu          | Kim Hye-soo             | Nominat   |
| 2007 | 44ns Grand Bell Awards                      | Millor actor secundari | Kim Yoon-seok           | Guanyador |
| 2007 | 44ns Grand Bell Awards                      | Millor fotografia      | Choi Young-hwan         | Nominat   |
| 2007 | 44ns Grand Bell Awards                      | Millor muntatge        | Shin Min-kyung          | Nominat   |
| 2007 | 44ns Grand Bell Awards                      | Millor il·luminació    | Kim Sung-kwan           | Nominat   |
| 2007 | 44ns Grand Bell Awards                      | Millor vestuari        | Jo Sang-gyeong          | Guanyador |
| 2007 | 8th Premis dels Crítics de Cinema de Busan  | Millor guió            | Choi Dong-hoon          | Guanyador |
| 2007 | 8th Premis dels Crítics de Cinema de Busan  | Millor actor secundari | Kim Yoon-seok           | Guanyador |
| 2007 | 6th Premis del Cinema Coreà                 | Millor pel·lícula      | Tazza: The High Rollers | Nominat   |
| 2007 | 6th Premis del Cinema Coreà                 | Millor director        | Choi Dong-hoon          | Nominat   |
| 2007 | 6th Premis del Cinema Coreà                 | Millor actor           | Cho Seung-woo           | Nominat   |
| 2007 | 6th Premis del Cinema Coreà                 | Millor actriu          | Kim Hye-soo             | Nominat   |
| 2007 | 6th Premis del Cinema Coreà                 | Millor fotografia      | Choi Young-hwan         | Nominat   |
| 2007 | 6th Premis del Cinema Coreà                 | Millor muntatge        | Shin Min-kyung          | Guanyador |
| 2007 | 6th Premis del Cinema Coreà                 | Millor guió            | Choi Dong-hoon          | Guanyador |
| 2007 | 1rs Korea Movie Star Awards                 | Millor actor           | Cho Seung-woo           | Guanyador |
| 2007 | 1rs Korea Movie Star Awards                 | Millor actriu          | Kim Hye-soo             | Guanyador |
| 2007 | 1rs Korea Movie Star Awards                 | Millor actor secundari | Kim Yoon-seok           | Guanyador |
| 2007 | 4ts Max Movie Awards                        | Millor actriu          | Kim Hye-soo             | Nominat   |